# Clinòmetre

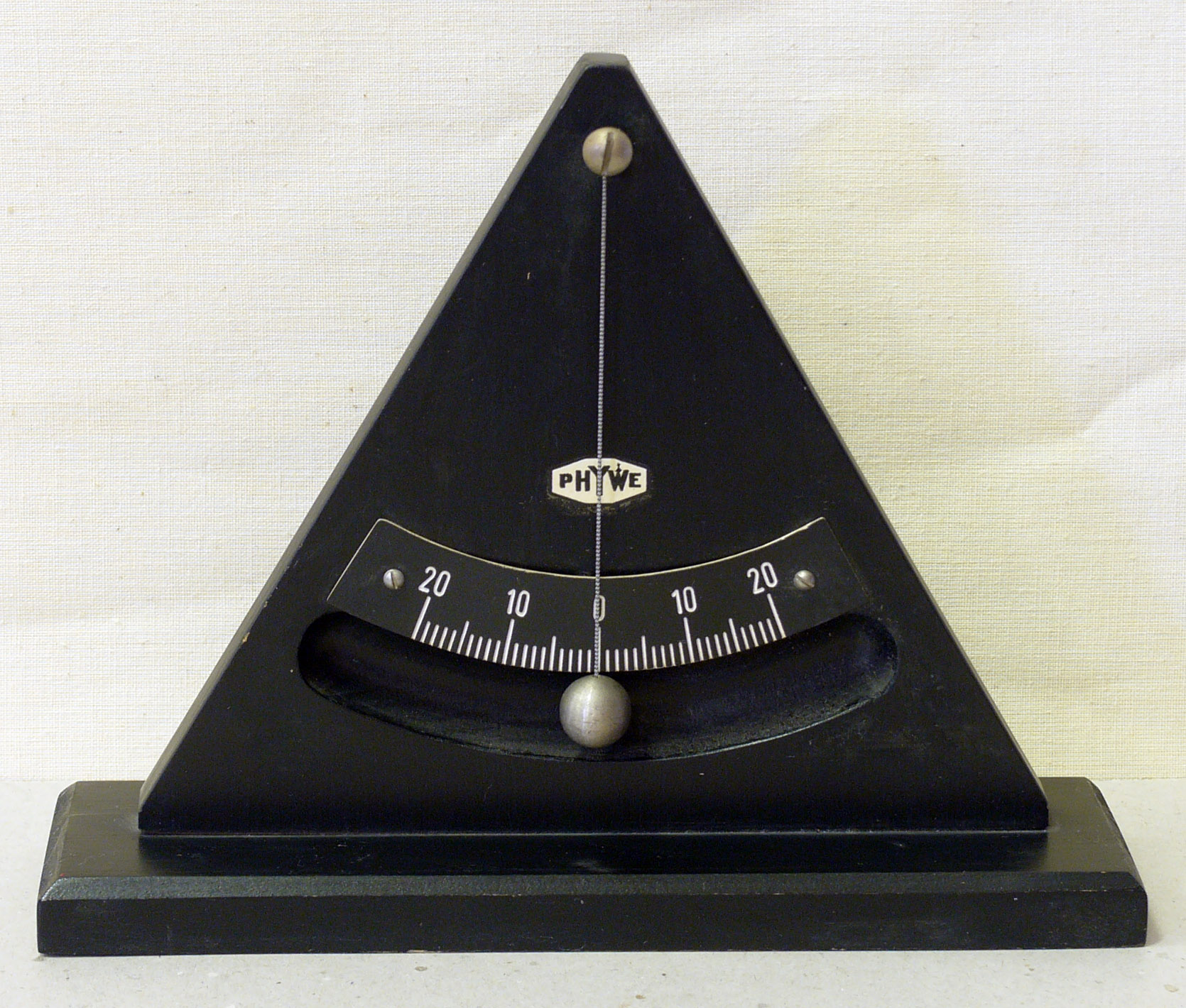
Clinòmetre compost per una plomada i un limb graduat

El  clinòmetre  o inclinòmetre és un aparell que es fa servir per mesurar l'angle respecte la vertical (mesurat en graus) de certs equips (aeronaus, antena parabòlica, torres, pals, arbres, etc..).
Antigament s'emprava per a determinar l'angle de tir d'una peça d'artilleria. S'instal·lava a diferents llocs dels canons amb la finalitat d'establir en mil·lèsimes el valor de l'angle de tir usant els nònius de mesura i el nivell que tenia l'aparell.